# Роуз-Гілл-Ейкерс (Техас)
Роуз-Гілл-Ейкерс (англ. Rose Hill Acres) — місто (англ. city) в США, в окрузі Гардін штату Техас. Населення — 325 осіб (2020).

## Географія
Роуз-Гілл-Ейкерс розташований за координатами 30°11′30″ пн. ш. 94°11′32″ зх. д. / 30.19167° пн. ш. 94.19222° зх. д. (30.191719, -94.192118).  За даними Бюро перепису населення США в 2010 році місто мало площу 1,05 км², з яких 1,00 км² — суходіл та 0,04 км² — водойми.

## Демографія
Згідно з переписом 2010 року, у місті мешкала 441 особа в 164 домогосподарствах у складі 119 родин. Густота населення становила 422 особи/км².  Було 176 помешкань (168/км²).
Расовий склад населення:
| - 95,7 % — білих - 1,1 % — азіатів - 1,1 % — осіб інших рас |

До двох чи більше рас належало 2,0 %. Частка іспаномовних становила 5,0 % від усіх жителів.
За віковим діапазоном населення розподілялося таким чином: 22,9 % — особи молодші 18 років, 59,2 % — особи у віці 18—64 років, 17,9 % — особи у віці 65 років та старші. Медіана віку мешканця становила 42,3 року. На 100 осіб жіночої статі у місті припадало 111,0 чоловіків;  на 100 жінок у віці від 18 років та старших — 100,0 чоловіків також старших 18 років.
Середній дохід на одне домашнє господарство  становив 85 933 долари США (медіана — 67 917), а середній дохід на одну сім'ю — 93 521 долар (медіана — 81 667). За межею бідності перебувало 7,1 % осіб, у тому числі 7,9 % дітей у віці до 18 років та 6,1 % осіб у віці 65 років та старших.
Цивільне працевлаштоване населення становило 202 особи. Основні галузі зайнятості: будівництво — 18,3 %, освіта, охорона здоров'я та соціальна допомога — 14,9 %, роздрібна торгівля — 13,9 %.